# 邱行湘
邱行湘（1907年—1996年12月8日） ，字辽峰，江苏溧阳人，作战勇敢，绰号「邱老虎」，中華民國國軍少将。

## 早年經歷
1926年3月，於黃埔軍校入伍生隊受訓，與一干黃埔軍校五期生搭乘「民生」艦巡邏廣東沿海地區。同年11月入讀黃埔軍校第五期步兵科，隔年8月畢業。

## 中年及晚年
1943年3月，邱行湘原任陸軍第五師少將副師長兼政治部主任，奉調中國遠征軍長官部副官處長:1。5月，4萬餘名日本軍進犯鄂西，邱奉第六戰區司令長官兼遠征軍司令長官陳誠命調回第五師，參加鄂西會戰:1。
1945年，湘西会战时任第5师副师长。
1947年，任青年军第206师师长及洛阳警备司令。
1948年3月，洛阳战役时被俘，在中國人民解放軍第二野戰軍政治部解放軍官教育團及漳河解放軍官訓練班學習及改造。
中華人民共和國成立後，以战犯身份在北京功德林监狱服刑近11年。
1959年，获特赦。
1961年起，獲選為江蘇省政協第五、第六屆委員。
1996年時病逝於南京。